# Preventief onderhoud
Preventief onderhoud is het onderhoud dat proactief aan gebouwen, installaties en machines wordt uitgevoerd met vaak de volgende redenen:
- Verhogen betrouwbaarheid van het gebouw, de installatie of de machine.
- Voorkomen van schade, uitval, gebreken en ongemak op een later moment.
- Maximaliseren van de Mean time between failures (MTBF).

## Kosten
De kostenafweging is een steeds belangrijker worden begrip en dus ook sterk bepalend voor de keuze mbt het onderhoud. In combinatie met een risico-inventarisatie, historische data en wettelijke bepalingen (bijvoorbeeld verplichte jaarlijkse controle/inspectie) vindt besluitvorming plaats over de wijze van het uit te voeren onderhoud. Meestal is preventief onderhoud kostbaar maar soms ook juist kostenbesparend.
Een voorbeeld van kostenbesparing door preventief onderhoud is het periodiek vervangen van alle tl-verlichting en tl-starters in een ziekenhuis: Bij uitval van een tl-buis zou telkens maar één buis of starter vervangen worden en is men iedere keer relatief veel tijd kwijt met de vervanging. Dit levert veel stoormomenten op voor het ziekenhuispersoneel en patiënten, hetgeen vaak uit oogpunt van zorg niet wenselijk of praktisch is (als voorbeeld het vervangen van een TL-buis in de operatiekamer). Het neveneffect is dat men door deze stoormomenten het idee krijgt dat de verlichting constant defect is.
Preventief vervangen van alle tl-buizen en starters, waarbij de vervangfrequentie wordt gebaseerd op de gemiddelde gebruiksduur, is dan veel effectiever, kostenbesparend en in dit geval vooral veel minder belastend voor de omgeving.

## Planning
Preventief onderhoud wordt op een geregelde basis uitgevoerd volgens een bepaald schema en is vaak onderdeel van een meerjarenonderhoudsplanning, MOP genaamd.